# Distrito electoral (Canadá)

Mapa de los 338 distritos electorales canadienses representados en la Cámara de los Comunes

Un distrito electoral en Canadá es una circunscripción geográfica en la que se basa la democracia representativa de dicho país. Se conoce oficialmente en francés canadiense como circonscription pero con frecuencia se llama comté (condado). En inglés también se le conoce coloquialmente y más comúnmente como riding o constituency (circunscripción).
Cada circunscripción electoral federal elige a un miembro del Parlamento (MP) para la Cámara de los Comunes de Canadá; cada circunscripción electoral provincial o territorial elige a un representante —denominado, según la provincia o el territorio, miembro de la Asamblea Legislativa (MLA), miembro de la Asamblea Nacionall (MNA), miembro del Parlamento Provincial (MPP) o miembro de la Cámara de la Asamblea (MHA)— para la legislatura provincial o territorial.
Desde 2015, hay 338 distritos electorales federales en Canadá. En las asambleas legislativas provinciales y territoriales, las provincias y territorios establecen cada uno su propio número de distritos electorales independientemente de su representación federal. La provincia de Ontario define actualmente la mayoría de sus distritos electorales provinciales, pero no todos, para alinearlos con los límites federales; ninguna otra provincia lo hace, e incluso Ontario mantiene algunas variaciones con respecto a los límites federales.
Elections Canada es el organismo independiente creado por el Parlamento para supervisar las elecciones federales canadienses, mientras que cada provincia y territorio tiene su propio organismo electoral para supervisar las elecciones provinciales y territoriales. 

## Terminología
Originalmente, la mayoría de los distritos electorales eran equivalentes a los condados utilizados para el gobierno local, de ahí el término no oficial francés comté. Sin embargo, se hizo común, especialmente en Ontario, dividir los condados con suficiente población en múltiples divisiones electorales. El Acta Constitucional de 1867, que creó el mapa electoral de Ontario para las primeras elecciones generales federales y provinciales, utilizó el término «ridings» para describir distritos que eran subdivisiones de condados. La palabra «riding», del inglés antiguo «þriðing» (un tercio) (compárese con farthing, literalmente «un cuarto»), es un término inglés que denota una subdivisión de un condado. 
De hecho, en algunos de los primeros censos de Canadá, algunos ciudadanos de las circunscripciones de Ontario de Bothwell, Cardwell, Monck y Niagara indicaban su distrito electoral como su «condado» de residencia en lugar de su condado real. 